# 百島村
百島村（ももしまむら）は、広島県沼隈郡にあった村。現在の尾道市の一部にあたる。

## 地理
- 海洋：瀬戸内海
- 島嶼：百島、白石島、片平礁[2]

## 歴史
- 1889年（明治22年）4月1日、町村制の施行により、沼隈郡百島村が単独で村制施行し、百島村が発足[1][2]。
- 1920年（大正9年）大火で泊140戸のうち81戸が焼失[2]。
- 1955年（昭和30年）4月1日、尾道市に編入され廃止[1][2]。

### 地名の由来
次の諸説あり。
1. 桃の木が多くあったため。
2. 草分けの八軒衆と称される家があり、以前は五十島（磯島）と呼んだことがあったが、家数が増加したため百島となった。

## 産業
- 農業、漁業[2]